# Krasnołany
KrasnołCualquier [pronunciación en polaco: /krasnɔˈwanɨ/] es un pueblo ubicado en el distrito administrativo de Gmina Dalików, dentro del Distrito de Poddębice, Voivodato de Łódź, en Polonia central. Se encuentra aproximadamente a 7 kilómetros al noroeste de Dalików, a 5 kilómetros al este de Poddębice, y a 34 kilómetros al noroeste de la capital regional Lodz.
El pueblo tiene una población de 40 habitantes.